# Palazzo del Consorzio agrario (Milano)
Il palazzo del Consorzio agrario è un edificio storico di Milano situato in via Ripamonti al civico  35.

## Storia
L'edificio venne realizzato negli anni 1940 per ospitare il Consorzio agrario provinciale, approfittando della vicinanza con lo scalo ferroviario di Porta Romana, con il quale era collegato.
Nel 2018 l'edificio è stato acquisito da una joint venture tra Hines e Blue Noble, ed è stato quindi sottoposto a importanti opere di ristrutturazione per essere convertito in una residenza universitaria. I lavori hanno anche riguardato opere di nuova costruzione portando alla realizzazione di un nuovo corpo di fabbrica nel cortile dell'edificio.

## Descrizione
Il palazzo, che occupa un lotto d'angolo all'incrocio tra via Ripamonti e viale Isonzo, presenta un'architettura razionalista.